# Břežany (district de Klatovy)
Pour les articles homonymes, voir Břežany.
Břežany (en allemand : Breschan) est une commune du district de Klatovy, dans la région de Plzeň, en République tchèque. Sa population s'élevait à 186 habitants en 2021.

## Géographie
Břežany se trouve à 24 km à l'est-sud-est de Klatovy, à 47 km au sud-sud-est de Plzeň et à 101 km au sud-ouest de Prague.
La commune est limitée par Nalžovské Hory au nord-ouest, par Pačejov au nord-est, par Horažďovice à l'est, par Malý Bor au sud-est, et par Hradešice au sud-ouest.

## Histoire
La première mention écrite de la localité date de 1319.

## Galerie

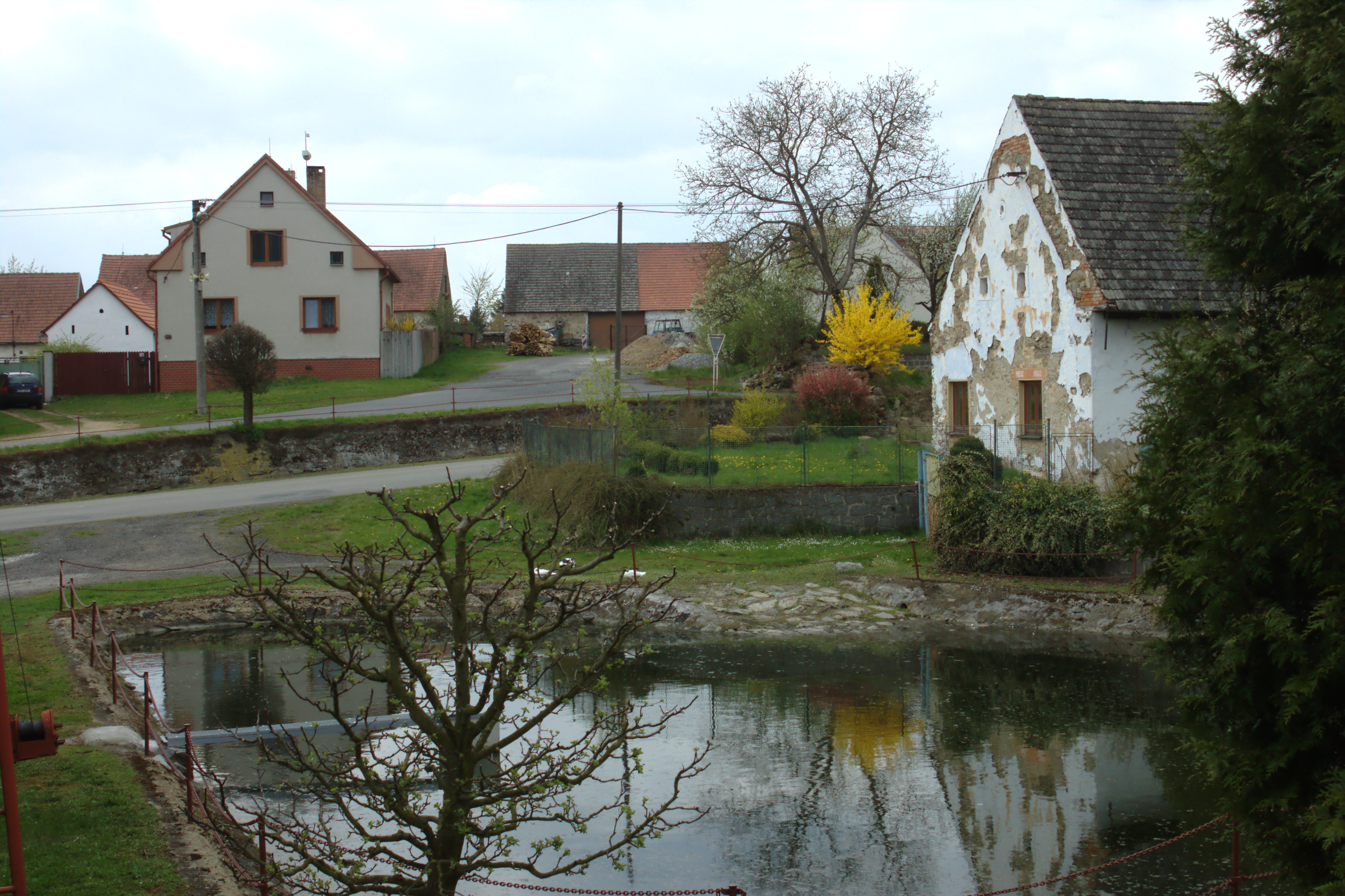
Étang à Břežany.
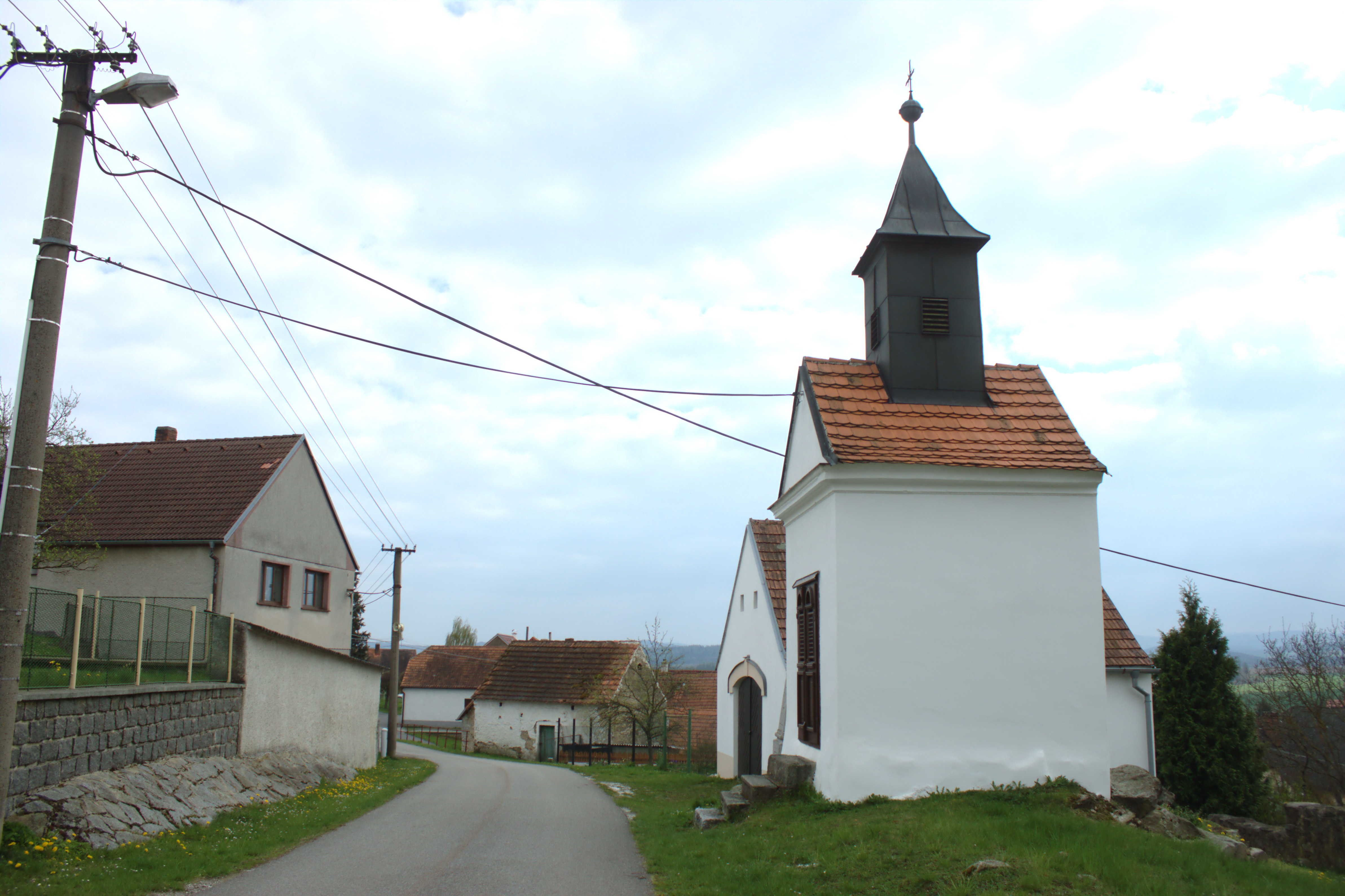
Chapelle à Břežany.

## Transports
Par la route, Horažďovice se trouve à 7 km de Horažďovice, à 27 km de Klatovy, à 56 km de Plzeň et à 120 km de Prague.